# Helina capaciflava
Helina capaciflava är en tvåvingeart som beskrevs av Xue 1991. Helina capaciflava ingår i släktet Helina och familjen husflugor. Inga underarter finns listade i Catalogue of Life.